# Alle JU
| JU ist das Kürzel für den Kanton Jura in der Schweiz. Es wird verwendet, um Verwechslungen mit anderen Einträgen des Namens Alle zu vermeiden. |

Alle (fc. [(æ) aːl], dt. veraltet Hall) ist eine politische Gemeinde im Distrikt Porrentruy des Kantons Jura in der Schweiz.

## Geographie
Alle liegt auf 450 m ü. M., 4 km östlich des Bezirkshauptorts Porrentruy (Luftlinie). Das Haufendorf erstreckt sich in der breiten Talniederung des Flusses Allaine in der Ajoie (deutsch Elsgau) am Nordfuss des Juras.
Die Fläche des 10,6 km² grossen Gemeindegebiets umfasst im nördlichen Abschnitt die leicht gewellte Tafeljuralandschaft der Ajoie und erreicht im Wald Gros Bois mit 530 m ü. M. die höchste Erhebung der Gemeinde. Der leicht nach Süden geneigte Hang geht allmählich in die Niederung der Allaine und des von Süden mündenden Cornol-Bachs (Corneline) über. Die westliche Begrenzung bildet das bewaldete Trockental Combe Vaumacon. Von der Gemeindefläche entfielen 1997 13 % auf Siedlungen, 21 % auf Wald und Gehölze, 65 % auf Landwirtschaft, und etwas weniger als 1 % war unproduktives Land.
Zu Alle gehören mehrere Einzelhöfe. Nachbargemeinden von Alle sind Cornol, Courgenay, Porrentruy, Coeuve, Vendlincourt und La Baroche.

## Bevölkerung
Mit 1907 Einwohnern (Stand 31. Dezember 2023) gehört Alle zu den grösseren Gemeinden des Kantons Jura. Von den Bewohnern sind 93,1 % französischsprachig, 2,9 % italienischsprachig und 1,6 % deutschsprachig (Stand 2000). Die Bevölkerungszahl von Alle erreichte ihren bisherigen Höchststand um 1970. Infolge der wirtschaftlichen Krise während der 1970er-Jahre wurde ein deutlicher Rückgang verzeichnet.

## Wirtschaft
| Bevölkerungsentwicklung | Bevölkerungsentwicklung |
| Jahr                    | Einwohner               |
| ----------------------- | ----------------------- |
| 1850                    | 0918                    |
| 1900                    | 1238                    |
| 1910                    | 1122                    |
| 1930                    | 1209                    |
| 1950                    | 1371                    |
| 1960                    | 1471                    |
| 1970                    | 1615                    |
| 1980                    | 1501                    |
| 1990                    | 1464                    |
| 2000                    | 1542                    |

Die Gemeinde war bis Ende des 19. Jahrhunderts durch die Landwirtschaft geprägt. Danach setzte im Dorf die Industrialisierung ein; es siedelten sich Betriebe der Holz- und Uhrenindustrie an, aber auch eine Trikotagenfabrik und eine Kammgarnspinnerei haben regionale Bedeutung. Trotzdem hat die Landwirtschaft auch heute noch ihren Stellenwert dank der fruchtbaren und leicht bearbeitbaren Böden. 1964 wurde in Alle eine Zentralstelle für Getreidesammlung und -trocknung errichtet, sie gehört der landwirtschaftlichen Genossenschaft Centre-Ajoie. Seit 1975 wird in Alle jedes Jahr die Fête des paysans jurassiens (jurassisches Bauernfest) begangen. Die renovierten Gebäude einer stillgelegten Fabrik beherbergen seit 1984 das kantonale Zeughaus.

## Verkehr

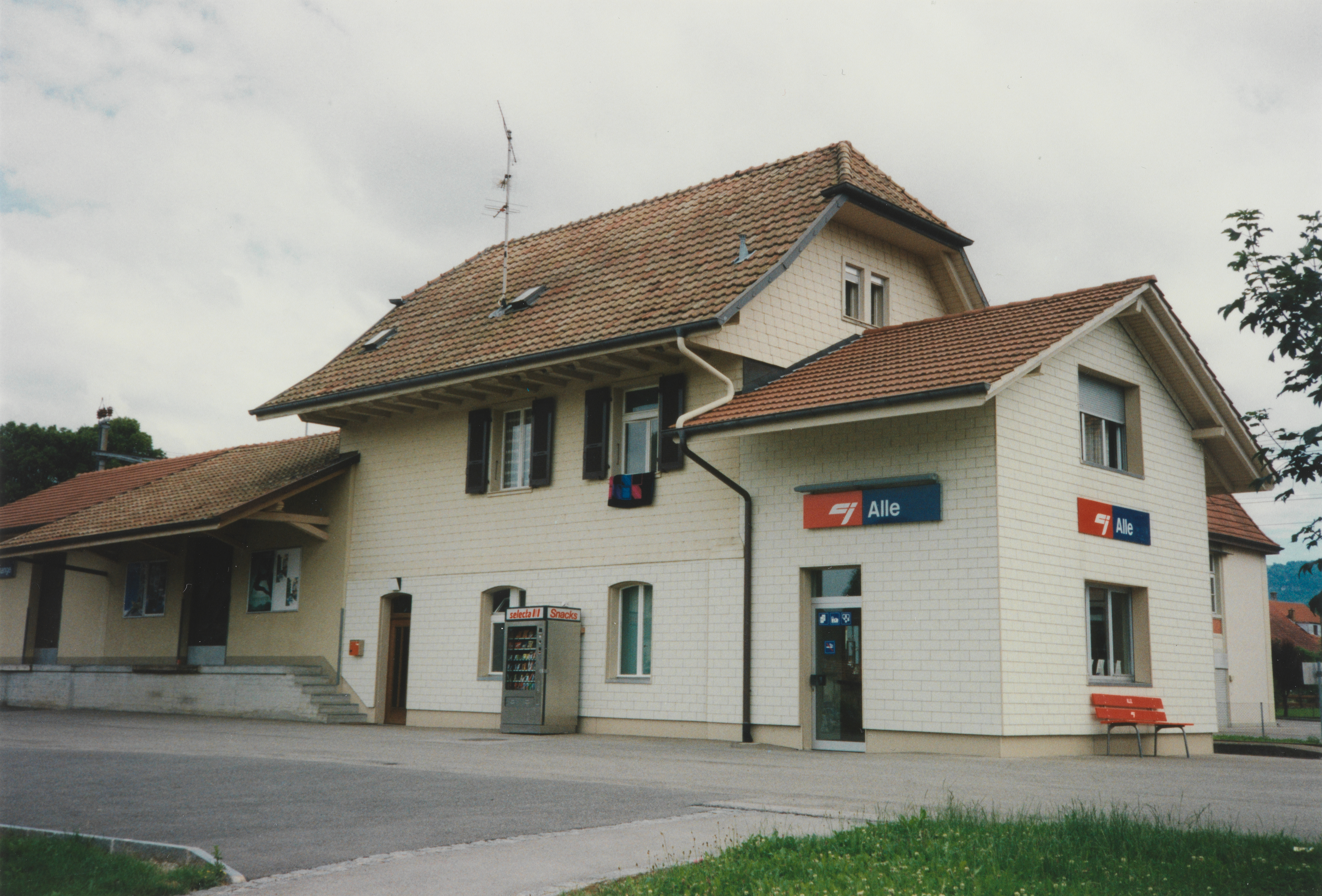
Stationsgebäude Alle (1997)

Die Gemeinde ist verkehrsmässig gut erschlossen. Sie liegt an der Regionalstrasse von Porrentruy via Lucelle nach Laufen. Durch das südliche Gemeindegebiet verläuft das 1998 eröffnete Teilstück der Autobahn A16 von Delémont nach Porrentruy, das sowohl an das schweizerische Nationalstrassennetz als auch an das französische Autobahnnetz angeschlossen ist. Die nächsten Autobahnanschlüsse sind Courgenay im Süden und Porrentruy-Est im Westen. Am 14. Juli 1901 wurde die Strecke Porrentruy–Bonfol der Chemins de fer du Jura mit einem Bahnhof in Alle eröffnet. Ferner verkehrt die Postautolinie Porrentruy–Lucelle durch das Dorf.

## Geschichte

Luftbild (1950)

Das Gemeindegebiet von Alle kann auf eine sehr lange Siedlungstradition zurückblicken. Archäologische Grabungen im Wald Noir Bois im Südwesten von Alle förderten Funde aus Siedlungen zutage, die um 2300 vor Christus und in der La-Tène-Zeit (rund 400 vor Christus) bewohnt waren. In der Römerzeit führte eine wichtige Strasse durch Alle.
Erste Erwähnung findet der Ort 1136 als Alla; der Name entspricht jenem des sich wenig ausserhalb des Dorfs aus mehreren Quellbächen vereinigenden Flusses Allaine, der auf Deutsch früher ebenfalls Hall genannt wurde. 1271 kam der Ort erstmals an das Fürstbistum Basel und teilte in der Folge das Schicksal der Ajoie. Im 16. Jahrhundert wurde Alle Hauptort einer der fünf Meiereien in der Ajoie. Im Dreissigjährigen Krieg wurde das Dorf stark in Mitleidenschaft gezogen. Es war 1730–40 Versammlungsort der Bauern, die immer wieder gegen die Obrigkeit revoltierten. Von 1793 bis 1815 gehörte Alle zu Frankreich und war anfangs Teil des Département du Mont-Terrible, ab 1800 mit dem Département Haut-Rhin verbunden. Durch den Entscheid des Wiener Kongresses kam der Ort 1815 an den Kanton Bern und am 1. Januar 1979 an den neu gegründeten Kanton Jura.

## Persönlichkeiten
- Philippe Moser (1934–2006), französischsprachiger Schriftsteller

## Sehenswürdigkeiten
An leicht erhöhter Stelle steht die Dorfkirche Saint-Jean-Baptiste mit einem spätmittelalterlichen Glockenturm. Dieser blieb bei der Renovation 1951–53 erhalten. Entlang der Allaine und dem Cornol-Bach sind noch typische Häuserzeilen aus dem 18. und 19. Jahrhundert erhalten.

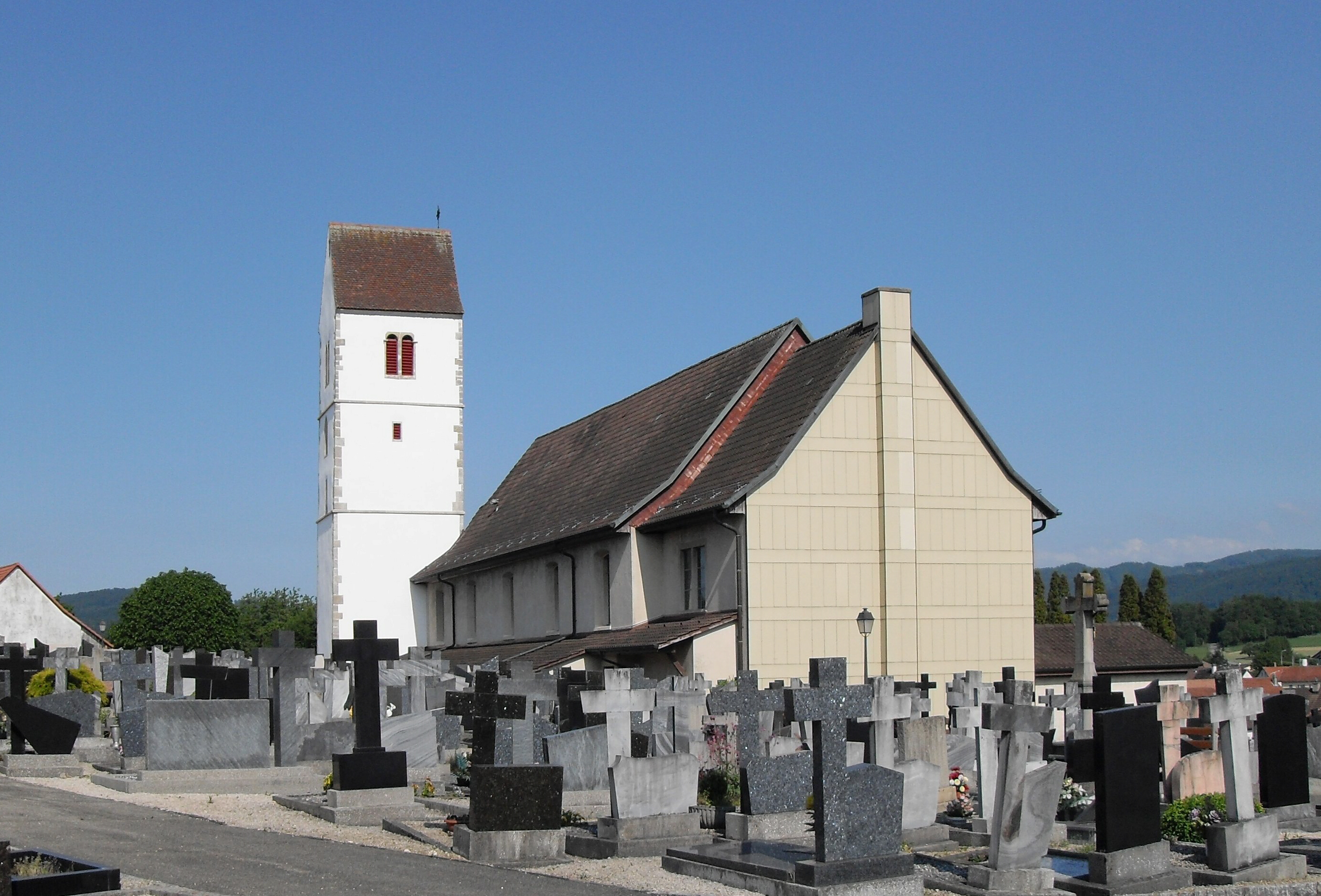
Johanneskirche und Friedhof in Alle
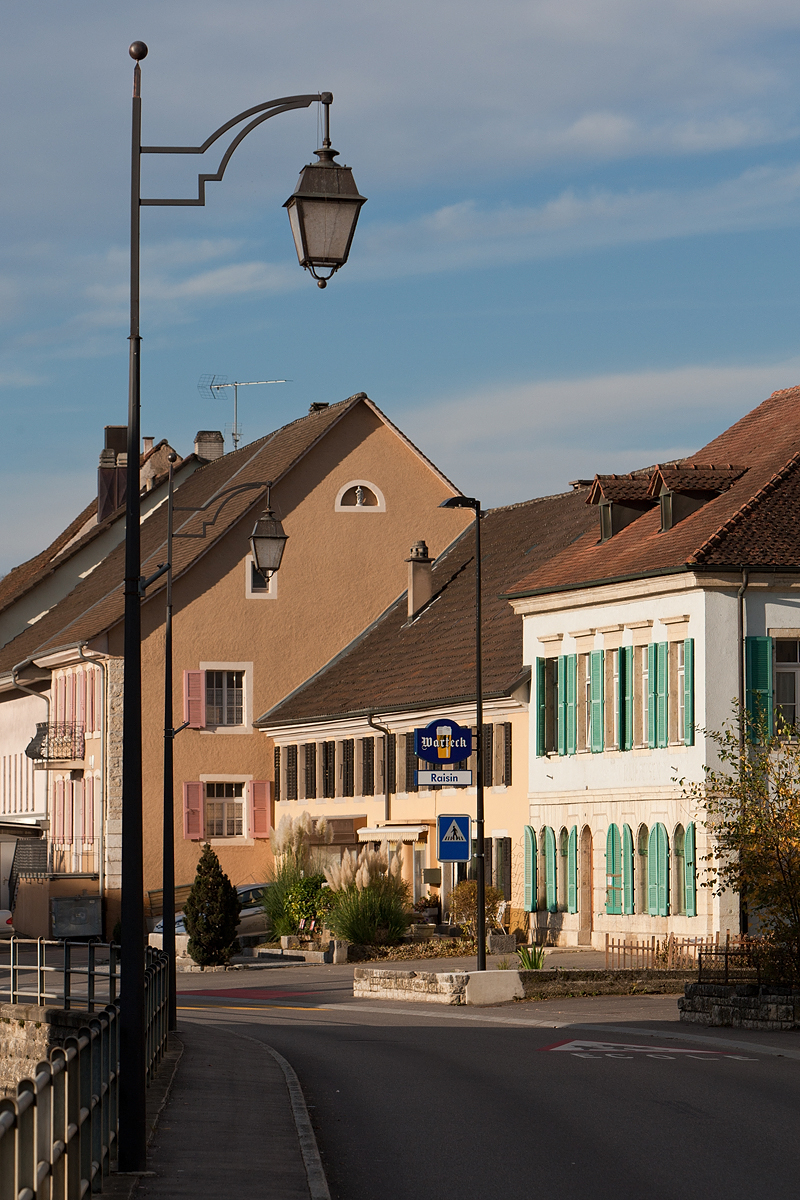
Rue de l’Eglise
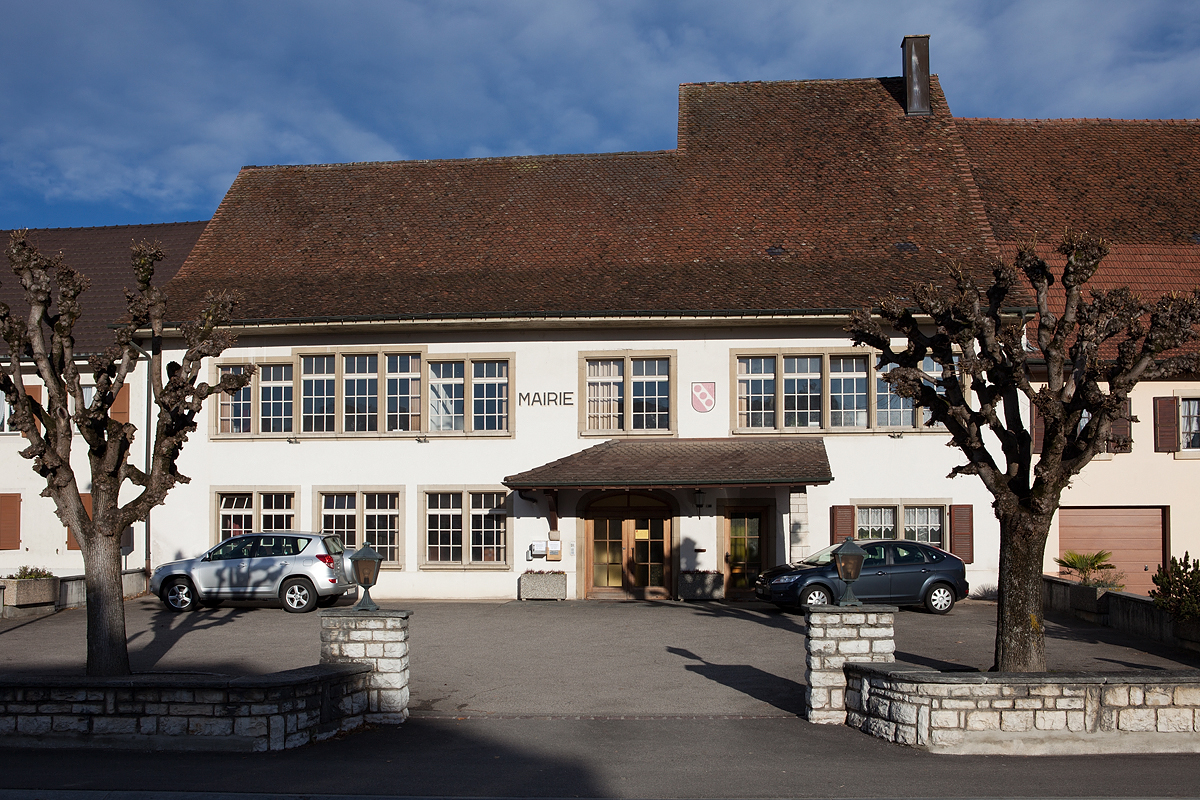
Mairie
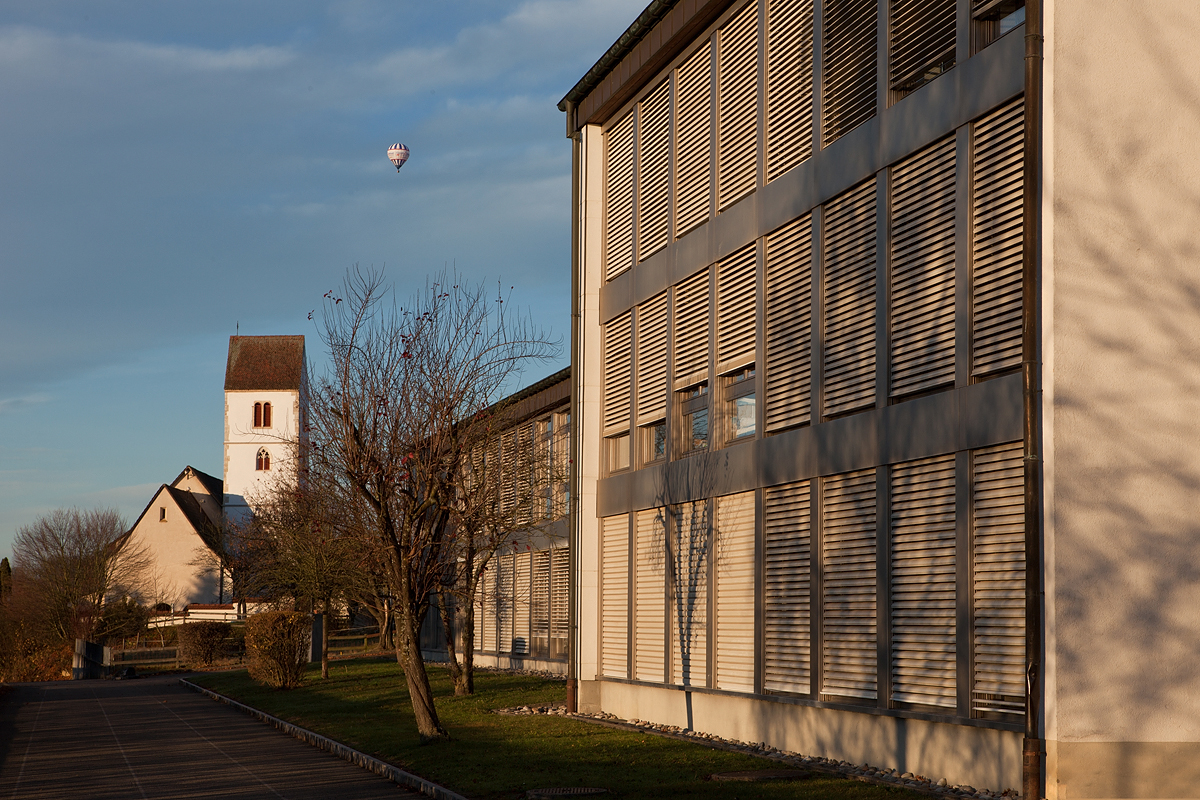
Kirche und Schulhaus
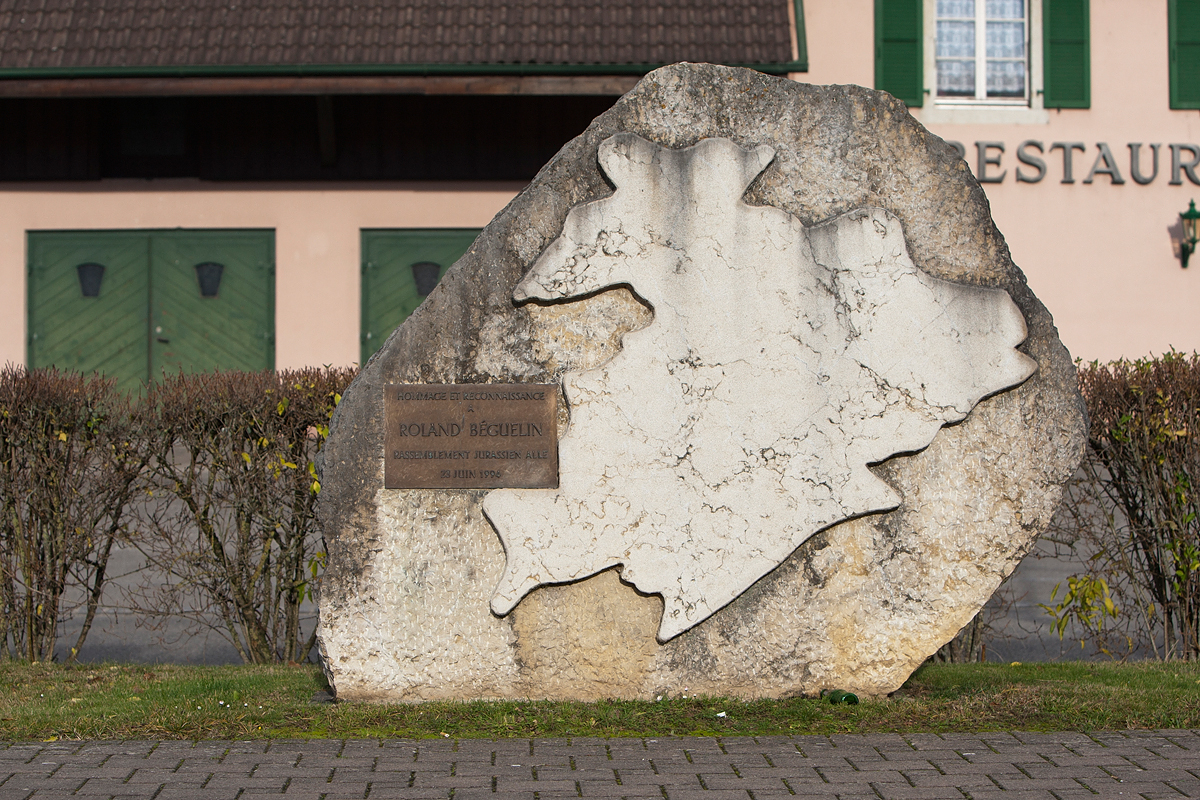
Monument Roland Béguelin
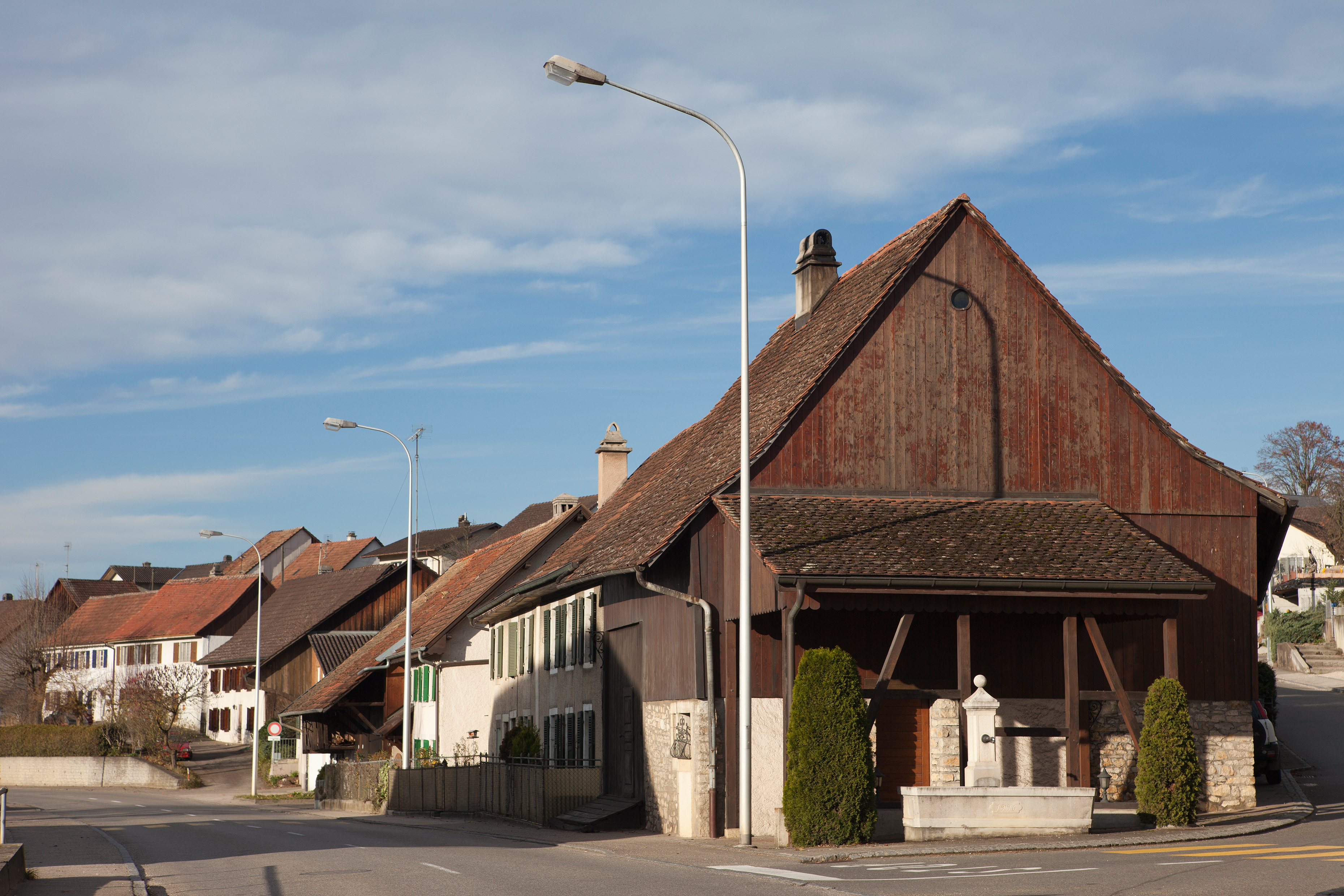
Route de Porrentruy
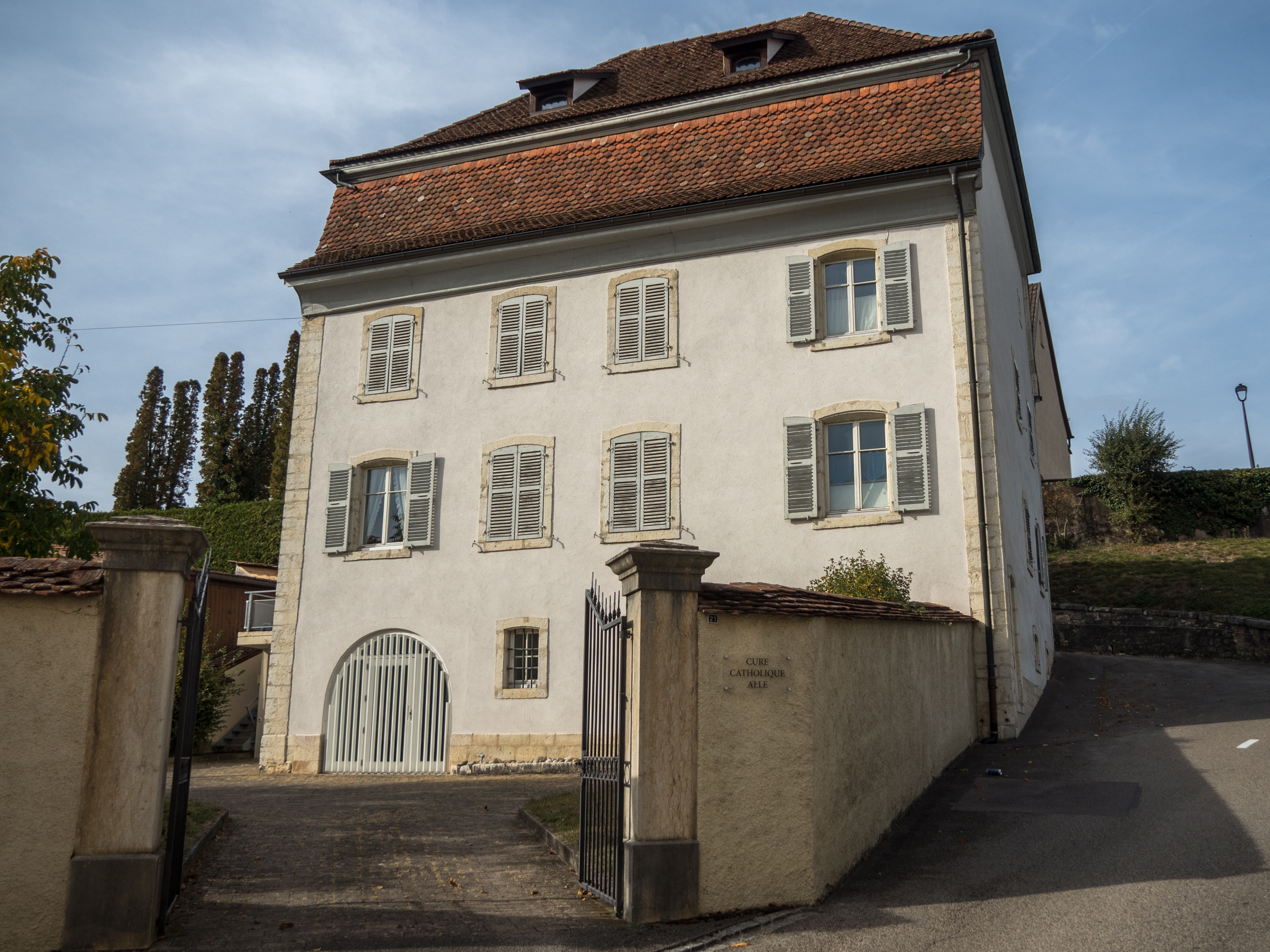
Pfarrhaus